# Yan Lianke
Dans ce nom chinois, le nom de famille, Yan, précède le nom personnel.

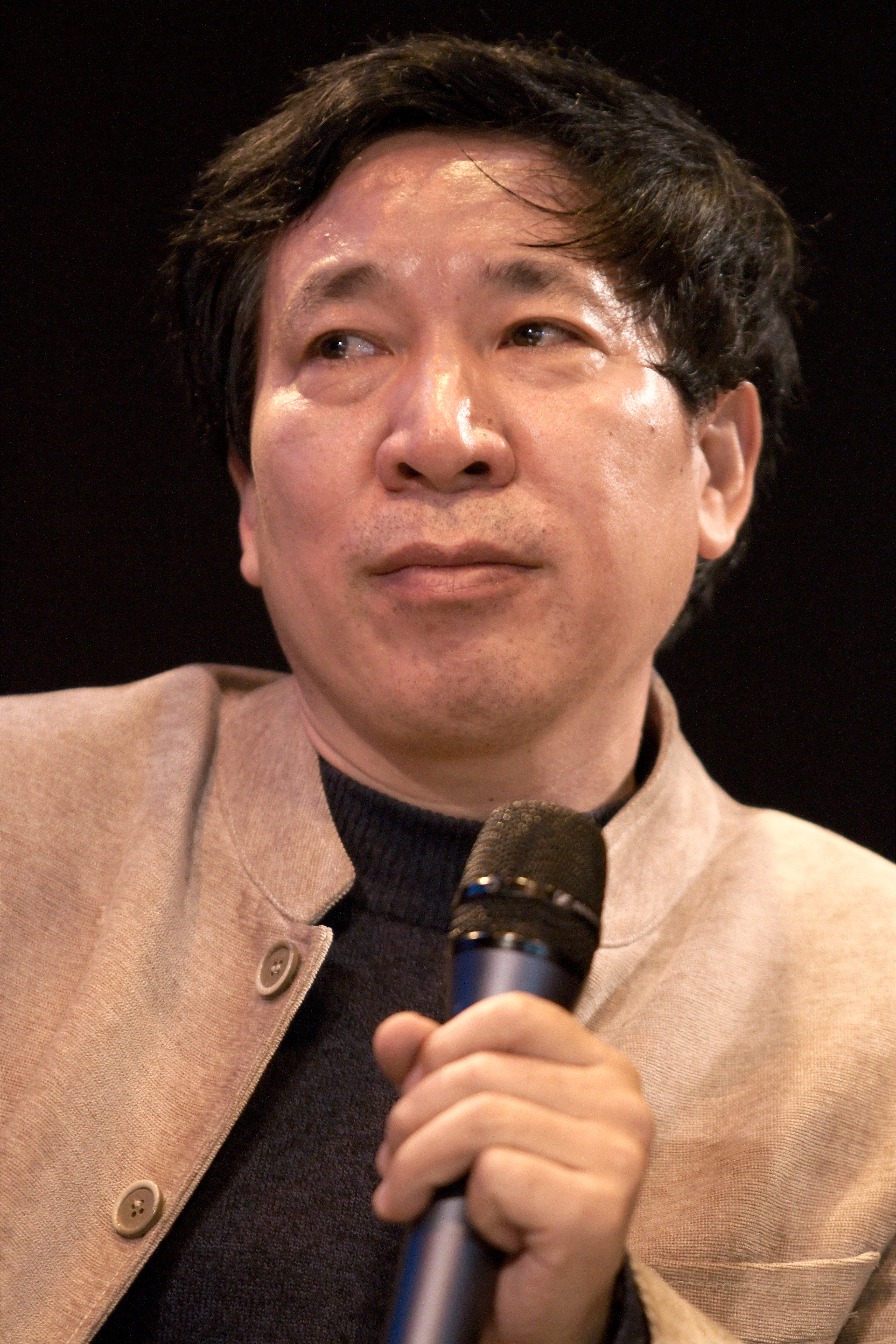
Yan Lianke, en 2010.

Yan Lianke (chinois traditionnel : 閻連科 ; chinois simplifié : 阎连科 ; pinyin : Yán Liánkē ; EFEO : Yen Lien-k'e), né en 1958 dans le district de Song, est un romancier chinois. Il a été militaire et écrivain officiel de l'armée.

## Biographie
Né en 1958 dans un village pauvre du Henan, il s'engage dans l'Armée populaire de libération en 1979, dont il est  limogé en 2004. Il est diplômé du département politique de l'université du Henan en 1984 et diplômé de la section littérature de l'Académie des Beaux-Arts de l'Armée populaire de libération en 1991.

## Reconnaissance
Il est lauréat du Prix Franz-Kafka en 2014.
En 2018, la célébrité de Yan Lianke s'étend jusqu'en Afrique ; il apparait notamment dans les médias du continent comme finaliste de l'édition 2017 des Grands Prix des associations littéraires, nommé dans la catégorie Belles-Lettres pour son roman intitulé The Explosion Chronicles.
Parmi les autres récompenses : 
- Lu Xun Literary Prize (en) (1998 et 2001)
- Lao She Literary Award (en) (2005)
- Man Asian Literary Prize (en) (2011, liste courte)
- Dream of the Red Chamber Award (en) (2014)
- Prix international Booker (2016, liste courte)
- Grands Prix des associations littéraires (2017, liste courte).

## Œuvres
Liste non exhaustive

### Romans
- Ri guang liu nian (1998) Publié en français sous le titre La Fuite du temps, traduit par Brigitte Guilbaud, Arles, Éditions Philippe Picquier, 2014, 606 pages  (ISBN 978-2-8097-0963-6)
- Shou Huo (2004) Publié en français sous le titre Bons baisers de Lénine, traduit par Sylvie Gentil, Arles, Éditions Philippe Picquier, 2009  (ISBN 978-2-8097-0133-3) ; réédition, Arles, Éditions Philippe Picquier, coll. « Picquier poche », 2012  (ISBN 978-2-8097-0354-2)
- Wei ren min fu wu (2005) Publié en français sous le titre Servir le peuple, traduit par Claude Payen, Arles, Éditions Philippe Picquier, 2006  (ISBN 2-87730-827-8) ; réédition, Arles, Éditions Philippe Picquier, coll. « Picquier poche », 2009  (ISBN 978-2-8097-0138-8)
- Ding zhuang meng (2006) Publié en français sous le titre Le Rêve du village des Ding, traduit par Claude Payen, Arles, Éditions Philippe Picquier, 2006  (ISBN 978-2-87730-916-5) ; ; réédition, Arles, Éditions Philippe Picquier, coll. « Picquier poche », 2009  (ISBN 978-2-8097-0085-5) ([compte-rendu] dans Perspectives chinoises)
- Sishu (2011) Publié en français sous le titre Les Quatre Livres, traduit par Sylvie Gentil, Arles, Éditions Philippe Picquier, 2012  (ISBN 978-2-8097-0352-8) ; réédition, Arles, Éditions Philippe Picquier, coll. « Picquier poche », 2015  (ISBN 978-2-8097-1116-5)
- Balou Tiange (1998), court roman Publié en français sous le titre Un chant céleste, traduit par Sylvie Gentil, Arles, Éditions Philippe Picquier, 2017  (ISBN 978-2-8097-1250-6)[3]
- Zha lie zhi (2013) Publié en français sous le titre Les Chroniques de Zhalie, traduit par Sylvie Gentil, Arles, Éditions Philippe Picquier, 2015  (ISBN 978-2-8097-1115-8)
- Rixi (2015) Publié en français sous le titre La Mort du soleil, traduit par Brigitte Guilbaud, Arles, Éditions Philippe Picquier, 2020  (ISBN 978-2-8097-1463-0)

### Recueils de nouvelles
- Nian yue ri (2002) Publié en français sous le titre Les Jours, les Mois, les Années, traduit par Brigitte Guilbaud, Arles, Éditions Philippe Picquier, 2009  (ISBN 978-2-8097-0096-1) ; réédition, Arles, Éditions Philippe Picquier, coll. « Picquier poche », 2014  (ISBN 978-2-8097-0964-3)
- Amour virtuel et poil de cochon, recueil de cinq nouvelles chinoises contemporaines de Lai Dai, Kun Xu, Wen King, Mi Ye et Yan Lianke, traduites par Henri Gaubier, Paris, Éditions des Riaux, coll. « Reflets de Chine », 2006  (ISBN 2-84901-044-8)

### Essai
- Fa xian xiao shuo (2011) Publié en français sous le titre À la découverte du roman, traduit par Sylvie Gentil, Arles, Éditions Philippe Picquier, 2017  (ISBN 978-2-8097-1251-3)

### Autobiographie
- Xiang nian fu qin (2009) Publié en français sous le titre Songeant à mon père, traduit par Brigitte Guilbaud , Arles, Éditions Philippe Picquier, coll. « Écrits dans la paume de la main », 2010  (ISBN 978-2-8097-0171-5) ; réédition, Arles, Éditions Philippe Picquier, coll. « Picquier poche », 2017  (ISBN 978-2-8097-1253-7)

## Sur quelques ouvrages

### La fuite du temps
Dans la province du Henan, dans un recoin oublié des monts de la chaîne des Balou, loin du fleuve et de la ville de Lingyin, un petit village survit péniblement : personne ou presque n'atteint l'âge de quarante ans. Le village des  Trois Patronymes abrite seulement les membres des familles Lan, Du et Sima. Le chef du village, Sima Lan, 39 ans, secondé par son beau-frère Du Bai, décide (avant de mourir) d'achever le canal pour amener l'eau de Lingyin. Six mois de travaux forcés consentis (travail de terrassement pour les hommes, travail des champs pour les femmes, fourniture de matériel, dons, vente de peau humaine, prostitution à Jiudu) par tous les villageois, pour assurer une meilleure vie, plus longue, à tous, dont aucun ne se sait victime d'intoxication chronique au fluor. Les autres personnages sont Lu et Hu, frères cadets de Sima Lan, Zhucui, son épouse et mère de leurs trois filles, Teng, Ge, et Man, et Lan Sishi (37 ans), femme de chair et amie de cœur du chef. Ce qui précède est la trame du premier des cinq livres que comporte ce roman réaliste critique dans un cadre fictif à une époque incertaine. Les références historiques (et politiques) sont gommées, sauf de rapides allusions : Grand Bond en avant (p. 547), collectivisation (p. 574), village pilote (p. 344), ONU (p. 209).
Les livres suivants accompagnent Sima Lan (et tout le village), à l'âge de 20 ans, puis de 15, puis de 10, puis de 5 ... jusqu'à la naissance, après de nombreux enterrements. La vie quotidienne dans un village pauvre, de Chine ou d'ailleurs, cultivant le maïs et le colza, élevant poules et porcs, subissant la sécheresse et les sauterelles :
1. Glose sur la providence, 200 pages
2. Les feuilles mortes et le temps, 100 pages
3. Ballade jaune et brune, 100 pages
4. Le miel et le lait, 100 pages
5. Histoire du pays natal, 55 pages

Certains livres sont précédés d'un extrait de la vie de Bouddha, et chaque chapitre d'un extrait de la Bible.
La technique de préquelle généralisée (antépisode, présuite) est particulièrement bien adaptée et exploitée pour ce récit.